# Ilex dubia
Ilex dubia là một loài thực vật có hoa trong họ Aquifoliaceae. Loài này được (G. Don) Trel. mô tả khoa học đầu tiên năm 1893.